# Tomas Locatelli
Tomas Locatelli (Bergamo, 9 giugno 1976) è un ex calciatore italiano, di ruolo centrocampista.

## Caratteristiche tecniche
Centrocampista interno poteva giocare anche dietro le punte come trequartista.
Ha giocato per diverse stagioni in Serie A, in particolare con le maglie di Bologna, Udinese e Siena.

## Carriera

### Club
Dopo aver giocato nelle giovanili dell'Atalanta, entra in prima squadra nel 1993. Esordisce in Serie A il 4 aprile 1994 in Atalanta-Udinese 1-1. Nella stagione successiva in Serie B totalizza 29 presenze siglando il suo primo gol tra i professionisti il 30 aprile 1995 in Atalanta-Fidelis Andria con la rete del definitivo 2-1.
A fine stagione arriverà la promozione in Serie A e il passaggio al Milan per 2,8 miliardi di lire, con cui colleziona 5 presenze, giocando anche due incontri di Coppa Italia. Nella stagione successiva (1996-97) rimane a Milano dove conquista solo 5 presenze in campionato, 3 presenze ed un gol in Coppa Italia, più una rete in Champions League (Milan-Göteborg 4-2).
Nel gennaio 1997 passa all'Udinese con cui totalizza 12 presenze nella seconda parte del campionato. Nella stagione 1997-98 arriva il primo gol in Serie A il 13 settembre 1997 in Lecce-Udinese 1-2. Rimane ad Udine fino al 2000, giocando con costanza da titolare. Passa al Bologna squadra in cui rimarrà per 5 anni, quasi tutti da titolare, trovando anche la via del gol in 17 occasioni. Dopo aver vissuto stagioni discrete nel 2005 il Bologna retrocede in B. Locatelli si trasferisce al Siena nel 2005. Coi toscani vive stagioni altalenanti ma rimane sempre in Serie A.
Dopo la scadenza del contratto col Siena ha accettato il trasferimento in Serie B al Mantova, dove rimane per due stagioni. Svincolatosi dopo il fallimento della squadra virgiliana l'11 novembre 2010 si aggrega con la prima squadra della SPAL, squadra militante in Lega Pro Prima Divisione.
Rimasto senza contratto al termine della stagione, il 31 marzo 2012 viene ingaggiato dall'Arezzo in D.

### Nazionale
Conta 2 presenze in Nazionale maggiore e 10 presenze ed un gol nella Nazionale Under-21.

## Calcioscommesse
In seguito allo scandalo del calcioscommesse, l'8 maggio 2012 viene deferito dalla Procura federale della FIGC.
Il 1º giugno patteggia una squalifica di 2 anni.

## Statistiche

### Presenze e reti nei club
| Stagione            | Squadra         | Campionato      | Campionato | Campionato | Coppe nazionali | Coppe nazionali | Coppe nazionali | Coppe continentali | Coppe continentali | Coppe continentali | Altre coppe | Altre coppe | Altre coppe | Totale | Totale |
| Stagione            | Squadra         | Comp            | Pres       | Reti       | Comp            | Pres            | Reti            | Comp               | Pres               | Reti               | Comp        | Pres        | Reti        | Pres   | Reti   |
| ------------------- | --------------- | --------------- | ---------- | ---------- | --------------- | --------------- | --------------- | ------------------ | ------------------ | ------------------ | ----------- | ----------- | ----------- | ------ | ------ |
| 1993-1994           | Atalanta        | A               | 4          | 0          | -               | -               | -               | -                  | -                  | -                  | -           | -           | -           | 4      | 0      |
| 1994-1995           | Atalanta        | B               | 29         | 1          | -               | -               | -               | -                  | -                  | -                  | -           | -           | -           | 29     | 1      |
| Totale Atalanta     | Totale Atalanta | Totale Atalanta | 33         | 1          |                 | -               | -               |                    | -                  | -                  |             | -           | -           | 33     | 1      |
| 1995-1996           | Milan           | A               | 5          | 0          | -               | -               | -               | CU                 | 2                  | 0                  | -           | -           | -           | 7      | 0      |
| 1996-gen. 1997      | Milan           | A               | 5          | 0          | CI              | 1               | 1               | UCL                | 3                  | 1                  | -           | -           | -           | 9      | 2      |
| Totale Milan        | Totale Milan    | Totale Milan    | 10         | 0          |                 | 1               | 1               |                    | 5                  | 1                  |             | -           | -           | 16     | 2      |
| feb. 1997           | Udinese         | A               | 12         | 0          | -               | -               | -               | -                  | -                  | -                  | -           | -           | -           | 12     | 0      |
| 1997-1998           | Udinese         | A               | 28         | 3          | -               | -               | -               | CU                 | 4                  | 1                  | -           | -           | -           | 32     | 4      |
| 1998-1999           | Udinese         | A               | 30         | 2          | -               | -               | -               | -                  | -                  | -                  | -           | -           | -           | 30     | 2      |
| 1999-2000           | Udinese         | A               | 23         | 3          | -               | -               | -               | CU                 | 8                  | 1                  | -           | -           | -           | 31     | 4      |
| Totale Udinese      | Totale Udinese  | Totale Udinese  | 93         | 8          |                 |                 |                 |                    | 12                 | 2                  |             | -           | -           | 105    | 10     |
| 2000-2001           | Bologna         | A               | 30         | 5          | -               | -               | -               | -                  | -                  | -                  | -           | -           | -           | 30     | 5      |
| 2001-2002           | Bologna         | A               | 2          | 0          | -               | -               | -               | -                  | -                  | -                  | -           | -           | -           | 2      | 0      |
| 2002-2003           | Bologna         | A               | 26         | 5          | CI              | 2               | 0               | Int                | 4                  | 1                  | -           | -           | -           | 32     | 6      |
| 2003-2004           | Bologna         | A               | 21         | 4          | CI              | 1               | 1               | -                  | -                  | -                  | -           | -           | -           | 22     | 5      |
| 2004-2005           | Bologna         | A               | 32+2       | 3          | -               | -               | -               | -                  | -                  | -                  | -           | -           | -           | 32+2   | 3      |
| Totale Bologna      | Totale Bologna  | Totale Bologna  | 111+2      | 17         |                 | 3               | 1               |                    | 4                  | 1                  |             | -           | -           | 118+2  | 19     |
| 2005-2006           | Siena           | A               | 28         | 6          | CI              | 2               | 0               | -                  | -                  | -                  | -           | -           | -           | 30     | 6      |
| 2006-2007           | Siena           | A               | 23         | 0          | CI              | 1               | 0               | -                  | -                  | -                  | -           | -           | -           | 24     | 0      |
| 2007-2008           | Siena           | A               | 30         | 3          | CI              | 1               | 0               | -                  | -                  | -                  | -           | -           | -           | 31     | 3      |
| Totale Siena        | Totale Siena    | Totale Siena    | 81         | 9          |                 | 4               | 0               |                    | -                  | -                  |             | -           | -           | 85     | 9      |
| 2008-2009           | Mantova         | B               | 20         | 3          | CI              | 2               | 0               | -                  | -                  | -                  | -           | -           | -           | 22     | 3      |
| 2009-2010           | Mantova         | B               | 32         | 4          | -               | -               | -               | -                  | -                  | -                  | -           | -           | -           | 32     | 4      |
| Totale Mantova      | Totale Mantova  | Totale Mantova  | 52         | 7          |                 | 2               | 0               |                    | -                  | -                  |             | -           | -           | 54     | 7      |
| 2010-2011           | Spal            | 1D              | 10         | 0          | -               | -               | -               | -                  | -                  | -                  | -           | -           | -           | 10     | 0      |
| apr. 2012-lug. 2012 | Arezzo          | D               | 4          | 0          | -               | -               | -               | -                  | -                  | -                  | -           | -           | -           | 4      | 0      |
| Totale carriera     | Totale carriera | Totale carriera | 394+2      | 42         |                 | 10              | 2               |                    | 21                 | 4                  |             | -           | -           | 425+2  | 48     |

### Cronologia presenze e reti in nazionale
| Cronologia completa delle presenze e delle reti in nazionale ― Italia | Cronologia completa delle presenze e delle reti in nazionale ― Italia | Cronologia completa delle presenze e delle reti in nazionale ― Italia | Cronologia completa delle presenze e delle reti in nazionale ― Italia | Cronologia completa delle presenze e delle reti in nazionale ― Italia | Cronologia completa delle presenze e delle reti in nazionale ― Italia | Cronologia completa delle presenze e delle reti in nazionale ― Italia | Cronologia completa delle presenze e delle reti in nazionale ― Italia |
| Data                                                                  | Città                                                                 | In casa                                                               | Risultato                                                             | Ospiti                                                                | Competizione                                                          | Reti                                                                  | Note                                                                  |
| --------------------------------------------------------------------- | --------------------------------------------------------------------- | --------------------------------------------------------------------- | --------------------------------------------------------------------- | --------------------------------------------------------------------- | --------------------------------------------------------------------- | --------------------------------------------------------------------- | --------------------------------------------------------------------- |
| 13-11-1999                                                            | Lecce                                                                 | Italia                                                                | 1 – 3                                                                 | Belgio                                                                | Amichevole                                                            | -                                                                     | 78’                                                                   |
| 23-2-2000                                                             | Palermo                                                               | Italia                                                                | 1 – 0                                                                 | Svezia                                                                | Amichevole                                                            | -                                                                     | 79’                                                                   |
| Totale                                                                |                                                                       | Presenze                                                              | 2                                                                     |                                                                       | Reti                                                                  | 0                                                                     |                                                                       |

## Palmarès

### Club

#### Competizioni giovanili
- Campionato Allievi Nazionali: 1

Atalanta: 1991-1992
- Campionato Primavera: 1

Atalanta: 1992-1993
- Torneo di Viareggio: 1

Atalanta: 1993

#### Competizioni nazionali
- Campionato italiano: 1

Milan: 1995-1996